# 97-я кавалерийская дивизия
97-я Туркменская кавалерийская дивизия (97 КД) — воинское соединение РККА во время Великой Отечественной войны.

## История
Дивизия сформирована из войск Среднеазиатского военного округа в декабре 1941 года в г. Мары Туркменской ССР. Личный состав набирался из туркменов, узбеков и казахов. В состав дивизии влилась часть военнослужащих из расформированных 96-й (Казахской), 98-й (Туркменской) и 99-й (Узбекской) кавалерийских дивизий. В январе 1943 года судами Каспийской флотилии дивизия была переправлена через Каспийское море — в Астрахань, где присоединилась к 4-му кавалерийскому корпусу. Участия в боевых действиях не принимала. Расформирована в марте 1943 года вместе с остальными частями корпуса, личный состав обращён на укомплектование 61-й и 81-й кавалерийских дивизий.

## Командиры
- Гайкозьян Тархан Погосович, полковник — с 7 декабря 1941 года по 27 февраля 1942 года
- Стеценко Иван Иванович, полковник — 27 февраля по 31 октября 1942 года
- Конинский Василий Алексеевич, полковник — с 1 ноября 1942 года по 4 марта 1943 года